# Anita Albus
Anita Albus (* 9. Oktober 1942 in München, auch Anita Fleitmann; † 6. Oktober 2024 ebenda) war eine deutsche Schriftstellerin und Illustratorin.

## Biografie
Anita Albus’ Vater, Großvater und Urgroßvater waren Chemiker. Der Urgroßvater war ein Schüler von Justus von Liebig. Bis 1950 lebte sie mit ihrer Familie in Wolfratshausen, bis diese nach Iserlohn zog, woher der Vater stammte. Anita Albus studierte von 1960 bis 1964 an der Folkwang Hochschule in Essen freie Grafik und begann ihre künstlerische Arbeit als Autorin von Kinderbüchern. 1965 kehrte Albus nach München zurück. Bekannt wurde sie durch ihre minutiös gemalten Darstellungen von Pflanzen, Vögeln und Schmetterlingen – unter anderem illustrierte sie Christoph Ransmayrs Roman Die letzte Welt. 1997 erschien ihr Essayband Die Kunst der Künste (Eichborn Verlag). Ab 2004 war sie außerdem Mitglied der Deutschen Akademie für Sprache und Dichtung. Anita Albus lebte abwechselnd in München und im Burgund.
Vorbilder fand die Malerin Anita Albus bei Künstlern der frühen Neuzeit, vor allem des 16. und 17. Jahrhunderts: Sie schulte sich an der Kunstfertigkeit dieser Maler, die mit erstaunlicher Präzision Abbilder der Natur schufen, in Stillleben und in naturkundlichen Enzyklopädien. Ebenso wie jene „Alten Meister“ aus der vorindustriellen Epoche stellte auch Albus – quasi als Chemiker-Malerin – ihre Farben nach traditionellen Rezepturen aus Naturpigmenten selber her. Mit deren – im Unterschied zu industriell produzierten Pigmenten – inhomogener Struktur und einer besonderen Schichttechnik auf dem Maluntergrund schafft Albus einzigartige Farbeffekte und Wirkungen einer scheinbaren Dreidimensionalität ihrer Bilder. Wenn der Untertitel eines ihrer Bücher Das botanische Schauspiel lautet: Vierundzwanzig Blumen nach dem Leben gemalt & beschrieben, dann charakterisiert das die Schaffensweise der Malerin Albus als einer unbestechlichen Naturkundlerin. Nicht unwesentlich für die meisterliche Wirkung ist es, dass sich Anita Albus für die Fertigstellung auch kleinster Bildformate monatelang Zeit nahm.
Ihre Gemälde veröffentlichte Anita Albus in der Regel zunächst in den eigenen Büchern. Museen und Galerien verschlossen sich ihrem Werk weitgehend. Ihre meisterlich gegenständlichen, einer großen abendländischen Tradition verpflichteten Arbeiten widersetzen sich dem Mainstream des modernen avantgardistischen Kunstbetriebes.
2016 hat die Kunsthalle zu Kiel 63 Werke von Anita Albus dank der Karl-Walter und Charlotte Breitling-Stiftung als Dauerleihgabe erhalten. Diese wurden von Mai bis Oktober 2017 in einer Ausstellung präsentiert. Nach dem Tod der Künstlerin kaufte die Stiftung weitere Werke an, weshalb sich nun – bis auf wenige Ausnahmen – der gesamte Bestand der bis 2004 geschaffenen Werke als Dauerleihgabe in der Kunsthalle zu Kiel befinden.
Albus war seit 1964 verheiratet und hatte eine Tochter.

## Verortung in der Kunst
Claude Lévi-Strauss verortet Albus nicht einfach im Bereich des klassischen Naturalismus. Ihr „akribische[s] Bemühen um Genauigkeit“ verbinde sich auch mit der Darstellung des Rätselhaften und zeige Einflüsse des Surrealismus. Die Kunstkritikerin Julia Voss bescheinigt Albus „zu sehen, wie die Stilllebenmaler sehen konnten“, ohne eine bloße Nachahmung der Natur zu versuchen. Vielmehr, so Voss, bestehe die Kunst darin, durch die Malerei „Entdeckungen“ sichtbar zu machen.

## Von seltenen Vögeln
Große Beachtung fand ihr Buch Von seltenen Vögeln mit Berichten und Bildern über ausgestorbene und gefährdete Vogelarten. Ihr Werk sei „eine jener seit dem 19. Jahrhundert immer rarer gewordenen Synthesen von naturkundlicher, künstlerischer und erzählerischer Betrachtungs- und Darstellungsweise, die uns Linnés „Lappländische Reise“, Audubons Darstellungen der amerikanischen Vogelwelt und Brehms „Tierleben“ beschert haben“, meinte Ulrich Baron.
Das Buch enthält sowohl historische Vogelbilder, zum Beispiel das Porträt eines schnäbelnden Wandertauben-Pärchens des US-amerikanischen Ornithologen und Zeichners Audubon, als auch eigene Bilder, gemalt mit Farben, die Albus nach alten Rezepten selbst herstellte. In ihren kunstvollen literarischen Porträts erzählt sie vier Geschichten über ausgestorbene Vogelarten, unter anderem von der Wandertaube und vom Speervogel, sowie über sechs sehr selten gewordene Arten, darunter Waldrapp, Wachtelkönig und Sperbereule.
Bei ihren Analysen zu bestimmten Arten verfährt die Verfasserin „so, dass sie wissenschaftliche – alte wie neue – Erzählungen mit mythischen und literarischen Erkenntnissen konfrontiert. Das hat den Vorteil, dass sie den riesigen Wissensschatz, den zum Beispiel die Indianermythen enthalten, einerseits nicht begräbt und ihn andererseits in die Geschichte der Naturgeschichte einreiht, um die es ihr ebenfalls geht.“ Sie führt mit „jedem ihrer Bücher aufs Neue vor, wie wissenschaftliche Genauigkeit und sinnliches Wissen, Naturkunde, Kulturgeschichte und Malerei auch heute noch wunderbar in eins gehen können.“ Julia Benkert drehte im Sommer 2015 einen Dokumentarfilm über ihre Arbeit und ihr Leben.

## Veröffentlichungen
- Der Himmel ist mein Hut, die Erde ist mein Schuh. Illustrationen. Insel, Frankfurt am Main 1973.
- Der Garten der Lieder. Ein Buch für Kinder und andere. Darin 11 alte deutsche Volkslieder. Insel, Frankfurt am Main 1974.
- Eia popeia et cetera. Eine Sammlung alter Wiegenlieder aus dem Volk. Insel, Frankfurt am Main 1978.
- Das botanische Schauspiel. Einundzwanzig Blumen, nach dem Leben gemalt und beschrieben. Greno, Nördlingen 1987, ISBN 3-89190-611-0.
- Farfallone: Ein Roman in Briefen. Hanser, München 1989, ISBN 3-446-15223-7.
- Liebesbande. Erzählungen. Hanser, München 1993, ISBN 3-446-17402-8.
- Die Kunst der Künste. Erinnerungen an die Malerei. Diana, München 1999, ISBN 3-453-15036-8.
- Paradies und Paradox. Wunderwerke aus fünf Jahrhunderten (= Die Andere Bibliothek. Bd. 215). Eichborn, Frankfurt am Main 2002, ISBN 3-8218-4522-8.
- Von seltenen Vögeln. Fischer, Frankfurt am Main 2005, ISBN 3-10-000620-8.
- Das Los der Lust. Ein Versuch über Tania Blixen. Fischer, Frankfurt am Main 2007, ISBN 978-3-10-000621-9.
- Das botanische Schauspiel. Vierundzwanzig Blumen nach dem Leben gemalt & beschrieben. Fischer, Frankfurt am Main 2007, ISBN 978-3-10-000622-6.
- Im Licht der Finsternis: Über Proust. Fischer, Frankfurt am Main 2011, ISBN 978-3-10-000624-0.
- Käuze und Kathedralen. Geschichten, Essays und Marginalien. S. Fischer, Frankfurt am Main 2014, ISBN 978-3-10-000634-9.[15]
- Sonnenfalter und Mondmotten. Fischer, Frankfurt am Main 2019, ISBN 978-3-10-000633-2.

## Ausstellungen
- 1980: Villa Stuck, München
- 2004: Hessisches Landesmuseum Darmstadt
- 2012: Detlefsen-Museum im Brockdorff-Palais, Glückstadt
- 2012: Institut Pierre Werner, Luxembourg
- 2017: Kunsthalle zu Kiel
- 19. Februar 2022 bis 24. September 2023: Wildes, Wüstes, Wunderschönes, Kunsthalle zu Kiel[16][17]

## Auszeichnungen
- 2001 Bundesverdienstkreuz
- 2002 Friedrich-Märker-Preis (letzte Preisträgerin)
- 2004 Johann-Heinrich-Merck-Preis
- 2008 Erwin-Strittmatter-Preis (Brandenburgischer Umweltliteraturpreis)[18]
- 2009 Chevalier de Ordre des Arts et des Lettres[19]
- 2014 Bayerischer Maximiliansorden für Wissenschaft und Kunst
- 2019 Schwabinger Kunstpreis[20]

## Zitat
„In den Bildern von Anita Albus sehen wir die Dinge auf eine Weise, die wir verlernt oder vergessen hatten.“